# 해남 대흥사 관음보살도
해남 대흥사 관음보살도(海南 大興寺 觀音菩薩圖)는 전라남도 해남군 삼산면 구림리, 대흥사 내의 서산대사 유물관에 보관되어 있는 관음보살도이다. 1991년 7월 19일 전라남도의 유형문화재 제179호로 지정되었다.

## 개요
대흥사 내의 서산대사 유물관에 보관되어 있는 관음보살도로, '십일면천수관음보살도'과 '준제관음보살도'2폭이 전하는데, 초의선사가 그린 것으로 알려져 있다.
'십일면천수관음보살도'는 8각의 연꽃 받침대 위에 천수관음이 서 있는 모습으로, 불꽃모양의 광배를 뒤에 두르고 있다. 작은 붓으로 정교하게 그려 놓은 얼굴과 머리의 묘사는 매우 능숙하면서도 도식적이다. 보살은 모두 43개의 손을 갖추고 있는데, 37개의 손마다 갖가지 모양의 물체를 들고 있으며, 손바닥 중앙에 1개씩의 눈을 그려 놓았다.
'준제관음보살도'는 위의 그림과 비슷한 필치와 색채로 그렸는데, 천수관음이 서 있는 모습인데 비해 이 보살은 물속에서 솟아오른 커다란 연꽃 위에 앉아 있는 자세이다. 그 아래쪽에는 흰옷과 붉은 옷을 입은 관복차림의 두 인물이 연꽃줄기를 잡고 마주 서 있다. 준제관음은 3개의 눈과 18개의 손을 가지고 있는데 가슴 앞에 모아 설법인을 한 두 손과 무릎 위에 모은 선정인을 한 두 손을 제외한 나머지 14개의 손마다 여러 가지 모양의 물체가 들려 있다.
원래는 두 그림 모두 원래 표충사에 보존되어 있었던 것으로, 표충사의 중건에 힘을 기울인 초의선사가 이 절이 오랫동안 지속되고 보존되기를 기원하는 마음으로 이 그림들을 그렸다 한다.

## 참고 문헌
- 대흥사관음보살도 - 국가유산청 국가유산포털